# 부장 (신)
부장(傅長, ? ~ 23년)은 전한 말기 ~ 신나라의 제후로, 북지군 의거현(義渠縣) 사람이다. 부개자의 증손이다.

## 행적
원시 4년(4년), 의양후(義陽侯)에 봉해져 가문을 이었다. 작위는 신나라 때까지 이어졌고, 경시 원년(23년)에 신나라가 멸망하면서 난리통에 피살되었다.

## 출전
- 반고, 《한서》
  - 권17 경무소선원성공신표
  - 권70 부상정감진단전

| 선대 부개자? 부려? | 전한 ~ 신의 의양후 ? ~ 23년 | 후대 (신 멸망) |